# Gerarchi si muore
Pour plus de détails, voir Fiche technique et Distribution.
Gerarchi si muore est une comédie italienne de Giorgio Simonelli sortie en 1962.

## Synopsis
Désormais en faillite, l'industriel Merletti sollicite l'aide de M. Frioppi, un riche hiérarque ex-fasciste qui a une véritable manie des châteaux anciens.
Afin de rentrer dans ses bonnes grâces, l'industriel Merletti - presque en ruine - l'invite dans son propre château astucieusement équipé pour éveiller les sympathies nostalgiques de son hôte.
L'industriel, cependant, n'a pas prévu le fantôme de l'ancien propriétaire ni deux bandits déguisés en domestiques qui tenteront par tous les moyens de briser le mariage entre son fils et la fille de Frioppi. Ils utiliseront également deux marmitons qui, déguisés en fantômes, effraieront Frioppi, comptant sur son état cardiaque pour l'éliminer et briser l'accord.

## Fiche technique
- Titre original italien : Gerarchi si muore[1] (litt. « La Mort des hiérarques »)
- Réalisateur : Giorgio Simonelli
- Scénario : Marcello Ciorciolini, Mario Guerra, Vittorio Vighi (it)
- Photographie : Marcello Masciocchi
- Montage : Dolores Tamburini (it)
- Musique : Carlo Savina
- Décors : Giuseppe Ranieri, Saverio D'Eugenio (it)
- Maquillage : Duilio Scarozza
- Sociétés de production : Alpi Cinematografica
- Pays de production :  Italie
- Langue originale : italien
- Format : Couleur par Eastmancolor - Son mono - 35 mm
- Durée : 97 minutes
- Genre : Comédie
- Dates de sortie :
  - Italie : 1962 (visa délivré le 22 décembre 1961[1])

## Distribution
- Aldo Fabrizi : comm. Frioppi
- Luigi Pavese : Ambrogio Merletti
- Raimondo Vianello : le fantôme, le baron Giocondo Rubacavalli di Roccanera.
- Franco Franchi : Scilla
- Ciccio Ingrassia : Cariddi
- Yvonne Monlaur : Rosalina Merletti
- Vicky Ludovisi : Maddalena Merletti
- Carla Calò : Tatiana Merletti
- Hélène Chanel : Italie, L'infirmière de Frioppi
- Vittorio Congia : Benito Adolfo Maria Frioppi
- Ubaldo Lay : Giuseppe, le majordome
- Nino Fuscagni : Roberto De Luca
- Fanfulla : Inspecteur Capece